# Obila albifasciata
Obila albifasciata är en fjärilsart som beskrevs av Paul Dognin 1901. Obila albifasciata ingår i släktet Obila och familjen mätare. Inga underarter finns listade i Catalogue of Life.